# Gladstad
Gladstad este o localitate din comuna Vega, provincia Nordland, Norvegia, cu o suprafață de 0,49 km² și o populație de 292 locuitori (2013).